# Quaranta-u
El quaranta-u és un nombre natural que segueix el quaranta i precedeix el quaranta-dos. És un nombre primer que s'escriu 41 o XLI segons el sistema de numeració emprat.
Ocurrències del quaranta-u:
- És el nombre atòmic del niobi.[1]
- És una espècie de signatura de Johann Sebastian Bach (les xifres del seu nom, en ordre alfabètic, sumen 41)
- És el prefix telefònic de Suïssa[2]
- A la 41a planta de l'edifici del govern és on tenen lloc els interrogatoris al protagonista de Matrix
- Designa l'any 41 i el 41 aC
- A Mèxic, pot ser un eufemisme per parlar de l'homosexualitat
- És el sisè i últim nombre de la sort d'Euler.
- És el cinquè nombre primer de Proth.